# Aleksandr Lebedev
Aleksandr Viktorovitsj Lebedev (Russisch: Александр Викторович Лебедев) (Moskou, 29 mei 1987) is een Russisch langebaanschaatser.

## Persoonlijk records
| Afstand    | Tijd    | Datum             | Baan           |
| ---------- | ------- | ----------------- | -------------- |
| 500 meter  | 35,21   | 4 december 2009   | Calgary        |
| 1000 meter | 1.08,43 | 13 december 2009  | Salt Lake City |
| 1500 meter | 1.46,03 | 9 november 2007   | Salt Lake City |
| 3000 meter | 3.58,50 | 29 september 2012 | Calgary        |
| 5000 meter | 7.08,40 | 9 februari 2006   | Tsjeljabinsk   |

## Resultaten
| Jaar | Olympische Spelen            | WK Afstanden | Wereldbeker                  | WK sprint | WK junioren             |
| ---- | ---------------------------- | ------------ | ---------------------------- | --------- | ----------------------- |
| 2006 |                              |              |                              |           | 9e ploegenachtervolging |
| 2007 |                              |              |                              |           |                         |
| 2008 |                              |              | 33e 1000m 19e 1500m          | 28        |                         |
| 2009 |                              | 13e 1000m    | 45e 500m 21e 1000m 40e 1500m |           |                         |
| 2010 | 32e 500m 38e 1000m 36e 1500m |              | 51e 500m 34e 1000m 41e 1500m | NC25      |                         |
| 2011 |                              |              | 56e 500m 26e 1000m           |           |                         |
| 2012 |                              |              | 30e 1000m 42e 1500m          |           |                         |

NC# = niet gekwalificeerd voor de laatste afstand, maar wel als # geklasseerd in de eindrangschikking